# Équipe de Grèce masculine de volley-ball
Cet article traite de l'équipe masculine. Pour l'équipe féminine, voir Équipe de Grèce féminine de volley-ball.
L'équipe de Grèce de volley-ball est composée des meilleurs joueurs grecs sélectionnés par la Fédération Grecque de Volleyball (Elliniki Omospondia Petosferiseos, EOP). Elle est actuellement classée au 58e rang de la Fédération Internationale de Volleyball au 4 janvier 2012.

## Sélection actuelle
Sélection pour les Qualifications aux championnats d'Europe de 2011.

Entraîneur : Alexandros Leonis  ; entraîneur-adjoint : Antonios Tsakiropoulos 

## Palmarès et parcours

### Palmarès
- Championnat d'Europe
  - Troisième : 1987
- Ligue européenne
  - Finaliste : 2014
  - Troisième : 2006

### Parcours

#### Jeux Olympiques
| - 1964 : Non qualifié - 1968 : Non qualifié - 1972 : Non qualifié - 1976 : Non qualifié - 1980 : Non qualifié - 1984 : Non qualifié - 1988 : Non qualifié - 1992 : Non qualifié - 1996 : Non qualifié - 2000 : Non qualifié |  | - 2004 : 5e - 2008 : Non qualifié - 2012 : Non qualifié - 2016 : Non qualifié - 2020 : Non qualifié |

#### Championnats du monde
| - 1949 : Non qualifié - 1952 : Non qualifié - 1956 : Non qualifié - 1960 : Non qualifié - 1962 : Non qualifié - 1966 : Non qualifié - 1970 : Non qualifié - 1974 : Non qualifié - 1978 : Non qualifié - 1982 : Non qualifié |  | - 1986 : 13e - 1990 : Non qualifié - 1994 : 6e - 1998 : 14e - 2002 : 7e - 2006 : 17e - 2010 : Non qualifié - 2014 : Non qualifié - 2018 : Non qualifié - 2022 : Non qualifié |

#### Ligue mondiale
| - 1990 : non participant - 1991 : non participant - 1992 : non participant - 1993 : 11e - 1994 : 7e - 1995 : 9e - 1996 : 11e - 1997 : non participant - 1998 : 12e - 1999 : non participant | - 2000 : non participant - 2001 : non participant - 2002 : 9e - 2003 : 7e - 2004 : 6e - 2005 : 7e - 2006 : non participant - 2007 : non participant - 2008 : non participant - 2009 : non participant | - 2010 : non participant - 2011 : non participant - 2012 : non participant - 2013 : non participant - 2014 : non participant - 2015 : 25e - 2016 : 27e - 2017 : 36e |

#### Championnat d'Europe
| - 1948 : Non qualifié - 1950 : Non qualifié - 1951 : Non qualifié - 1955 : Non qualifié - 1958 : Non qualifié - 1963 : Non qualifié - 1967 : Non qualifié - 1971 : 18e - 1975 : Non qualifié - 1977 : Non qualifié |  | - 1979 : 12e - 1981 : Non qualifié - 1983 : 9e - 1985 : 7e - 1987 : 3e - 1989 : 10e - 1991 : 9e - 1993 : Non qualifié - 1995 : 7e - 1997 : 11e |  | - 1999 : Non qualifié - 2001 : Non qualifié - 2003 : 11e - 2005 : 6e - 2007 : 13e - 2009 : 8e - 2011 : Non qualifié - 2013 : Non qualifié - 2015 : Non qualifié - 2017 : Non qualifié |  | - 2019 : 16e - 2021 : 22e - 2023 : 22e |

#### Ligue européenne
| - 2004 : Non participant - 2005 : Non participant - 2006 : 3e - 2007 : 8e - 2008 : 6e - 2009 : 8e - 2010 : 5e |  | - 2011 : 10e - 2012 : 10e - 2013 : Non participant - 2014 : Finaliste - 2015 : 5e - 2019 : 14e - 2021 : Non participant |  | - 2022 : Non participant - 2023 : Non participant |